# Iglesia de la Concepción (Daimalos)
La iglesia de Nuestra Señora de la Concepción, denominada también del Santo Cristo, se sitúa en el centro del pueblo de Daimalos, perteneciente al municipio de Arenas (provincia de Málaga). Fue construida en el siglo XVI en la que destaca la preexistencia del alminar andalusí del siglo XIII de la antigua mezquita, testimonio de la presencia meriní en este territorio. Dicho alminar fue adaptado posteriormente para torre-campanario.

## Descripción
El templo es de planta rectangular, compuesta de una nave de cabecera plana, cubierta con armadura de par y nudillo con harneruelo rectangular y seis tirantes pareados decorados con azafates de trazado geométrico, que apoyan en canes de lóbulos, empotrados en los muros perimetrales y que contrarrestan el empuje de los faldones. El interior de la iglesia destaca por su sencillez. La cubierta está realizada con madera muy oscura y se encuentra reforzada con tirantes de hierro.
En los muros perimetrales de la nave, se abren sencillas hornacinas que albergan imágenes de realización reciente. Parte del muro perimetral izquierdo presenta el paramento cubierto de pintura mural, con representación de falsa arquitectura, que muestra columnas salomónicas, pilastras y decoración vegetal en diferentes tonalidades y que está fechada en 1704 en una cartela situada en la zona superior.
Adosadas al muro perimetral izquierdo de la nave se ubican la sacristía y otra estancia aneja, ambas de construcción reciente. Asimismo, en el muro lateral derecho se abre la capilla Bautismal, que tiene planta rectangular y está cubierta con alfarje. En el centro de la capilla se encuentra la pila bautismal, realizada en mármol, compuesta de taza circular y pie abalaustrado. Desde esta capilla se accede a la torre, situada en el mismo sector.
La torre, antiguo alminar, está construida de fábrica de ladrillo. Tiene planta cuadrada y alzado de cuatro cuerpos de diferente altura, delimitados por impostas resaltadas. El primer cuerpo presenta el paramento cerrado a excepción de un vano rectangular abierto en su cara norte. En su interior se compone de una escalera cuadrangular que se desarrolla en torno a un machón central, apoyando sus distintos tramos en pequeñas bóvedas de cañón. El segundo cuerpo de menor altura, muestra en el paramento exterior, en tres de sus lados, cuatro arcos de herradura apuntados y ciegos de terminación tosca. El tercer cuerpo, posible remate del antiguo alminar, presenta en sus cuatro caras el paramento cerrado. El último cuerpo, obra mudéjar, se apoya sobre una imposta volada realizada con triple escalonamiento. En sus cuatro frentes se abren vanos de medio punto rebajados que albergan campanas. La torre se cubre a cuatro aguas utilizándose como sostén una armadura de cuatro paños triangulares con vigas de sección rectangular y tablazón de madera de color claro.
En el exterior, la portada de los pies se compone de un vano de medio punto que da acceso al interior de la iglesia. En la zona superior termina con el hastial circundado por una moldura, a modo de frontón triangular, en cuyo tímpano se abre un pequeño óculo abocinado.

## Fuente
- Este artículo incluye contenido derivado de una disposición relativa al proceso de protección, incoación o declaración de un bien cultural o natural publicada en el BOE n.º 69 el 20 de marzo de 2004 (texto), el cual está libre de restricciones conocidas en virtud del derecho de autor de conformidad con lo dispuesto en el artículo 13 de la Ley de Propiedad Intelectual española.

- Datos: Q97633033